# O Último Segredo
O Último Segredo é o nono romance de José Rodrigues dos Santos, publicado em 2011 e editado pela Gradiva. É o quinto livro da série Tomás Noronha, precedido por Fúria Divina e seguido por A Mão do Diabo.

## Enredo
Uma paleógrafa é brutalmente assassinada na Biblioteca Vaticana quando consultava um dos mais antigos manuscritos da Bíblia, o Codex Vaticanus. A polícia italiana convoca o célebre historiador e criptanalista português, Tomás Noronha, e mostra-lhe uma estranha mensagem deixada pela assassino ao lado do cadáver. A inspectora encarregada do caso é Valentina Ferro, uma beldade italiana que convence Tomás a ajudá-la no inquérito. Mas a sucessão de homicídios semelhantes noutros pontos do globo leva os dois investigadores a suspeitarem de que as vítimas estariam envolvidas em algo que as trascendia. Na busca da solução para os crimes, Tomás e Valentina põem-se no trilho dos enigmas da Bíblia, uma demanda que os conduzirá à Terra Santa e os colocará diante do último segredo do Novo Testamento: A verdadeira identidade de Jesus Cristo.